# Ришсурс, Жан
Жан Удар де ла Сурдьер, синьор де Ришсурс (фр. Jean Oudart de La Sourdière, sieur de Richesource, в некоторых источниках не Сурдьер, а Судье, фр. Soudier; 1616, Лудён — 1694, Париж) — французский публицист и педагог.
C 1649 года читал в Париже общедоступные лекции по риторике. В 1653 году, вслед за своим земляком и старшим коллегой Теофрастом Ренодо, основал серию Академических и ораторских конференций (фр. Conferences Academiques et Oratoires) и руководил ими до 1668 года в качестве модератора. Материалы этих конференций сперва рассылались по подписке отдельными листами, а с 1661 года издавались сборниками; первоначальным покровителем этого предприятия был Николя Фуке, но и после его опалы Ришсурс сохранил высокопоставленную поддержку. Одновременно он продолжал частным образом преподавать риторику. Заметной страницей в истории конференций Ришсурса стали дебаты о целесообразности высшего образования для женщин: после всестороннего обсуждения сам Ришсурс подвёл его итог, заявив, что углублённая образованность женщин возможна и даже желательна — при условии, что они не будут вмешиваться в действия мужчин по управлению семьёй, обществом и государством.
Авторству Ришсурса принадлежит множество пособий по риторике. В содержании этих пособий внимание следующих поколений привлекла своего рода апология плагиата: Ришсурс предлагал своим ученикам использовать выступления известных ораторов, последовательно заменяя в них все слова на синонимы.